# Río Maronne
El río Maronne es un río de Francia, afluente del río Dordoña por la izquierda. Nace en los montes de Cantal -parte del macizo Central- dentro del Parque Regional de los Volcanes de Auvernia, cerca de la Roc des Ombres, en el departamento de Cantal. Desemboca en el Dordoña cerca de Argentat (Corrèze), tras un curso de 43,7 km.
Pasa por los departamentos de Cantal y Corrèze. No hay grandes poblaciones en su curso; la más importante es Argentat.
En su curso presenta gargantas, las Gorges de la Maronne. Su curso se han aprovechado para la construcción de embalses hidroeléctricos, destacando el situado en Enchanet. Las Tours de Merle se alzan junto al río.